# Pabellón japonés para la Expo 2000
Pabellón japonés para la Expo 2000 es una obra del arquitecto japonés Shigeru Ban para la Exposición Universal celebrada en el 2000 en la ciudad alemana de Hannover.
Este edificio constituye la estructura de cartón más grande del mundo. La estructura fue desmontada y reciclada al terminar la Expo.

## Contexto

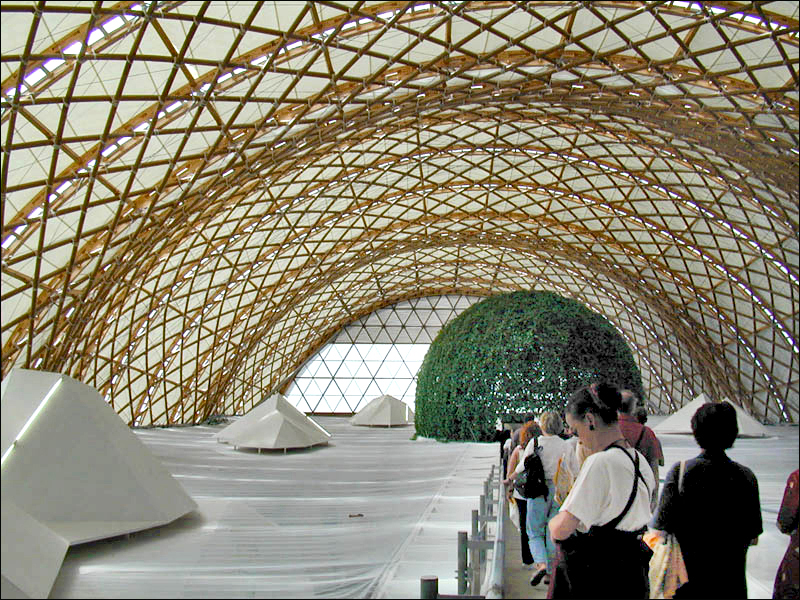
Interior del edificio.

El Bureau International des Expositions (BIE) decidió el 14 de junio de 1990 en París con un voto de mayoría contra Toronto a la ciudad de Hannover como sede de la Expo 2000. SIIC 2019
En su candidatura se fijaron como objetivos lograr una exposición con visiones para el futuro y modelos para el equilibrio entre el hombre, la naturaleza y la tecnología con cara a presentar soluciones para la convivencia de más de 6 mil millones de personas en nuestro planeta.
Se construyó un parque temático con diversos pabellones recreativos de los principales problemas de la vida actual (trabajo, educación, salud, alimentación, medio ambiente, energía, necesidades básicas, conocimiento, movilidad, siglo XXI) y su proyección al futuro.
Muchos países se presentaron con originales pabellones levantados especialmente para la ocasión y otros utilizaron las naves ya existentes y distribuidas en zonas geográficas. Tan solo se hizo necesario construir un 30% de las instalaciones, y que al terminar la Expo tuvieron que ser desmontadas, recicladas o nuevamente reinstaladas en alguna otra parte, logrando así una exposición muy respetable con el ambiente.

## Características
El edificio fue diseñado en colaboración con el arquitecto alemán Frei Otto y Buro Happold, tenía una superficie de 3600 m² y una altura de 16 m, combinaba arcos de madera laminada con una malla espacial de tubos de cartón de 40 m de longitud y 12,5 cm de diámetro atados con cintas de poliéster.
Los cimientos estaban compuestos por una estructura de acero y tablas de madera rellenadas con arena. La estructura se cubrió con una membrana de papel, especialmente fabricada en Japón para resistir al fuego y al agua.